# Simulium rappae
Simulium rappae är en tvåvingeart som beskrevs av Py-daniel och Coscaron 1982. Simulium rappae ingår i släktet Simulium och familjen knott. Inga underarter finns listade i Catalogue of Life.